# Edward Carey

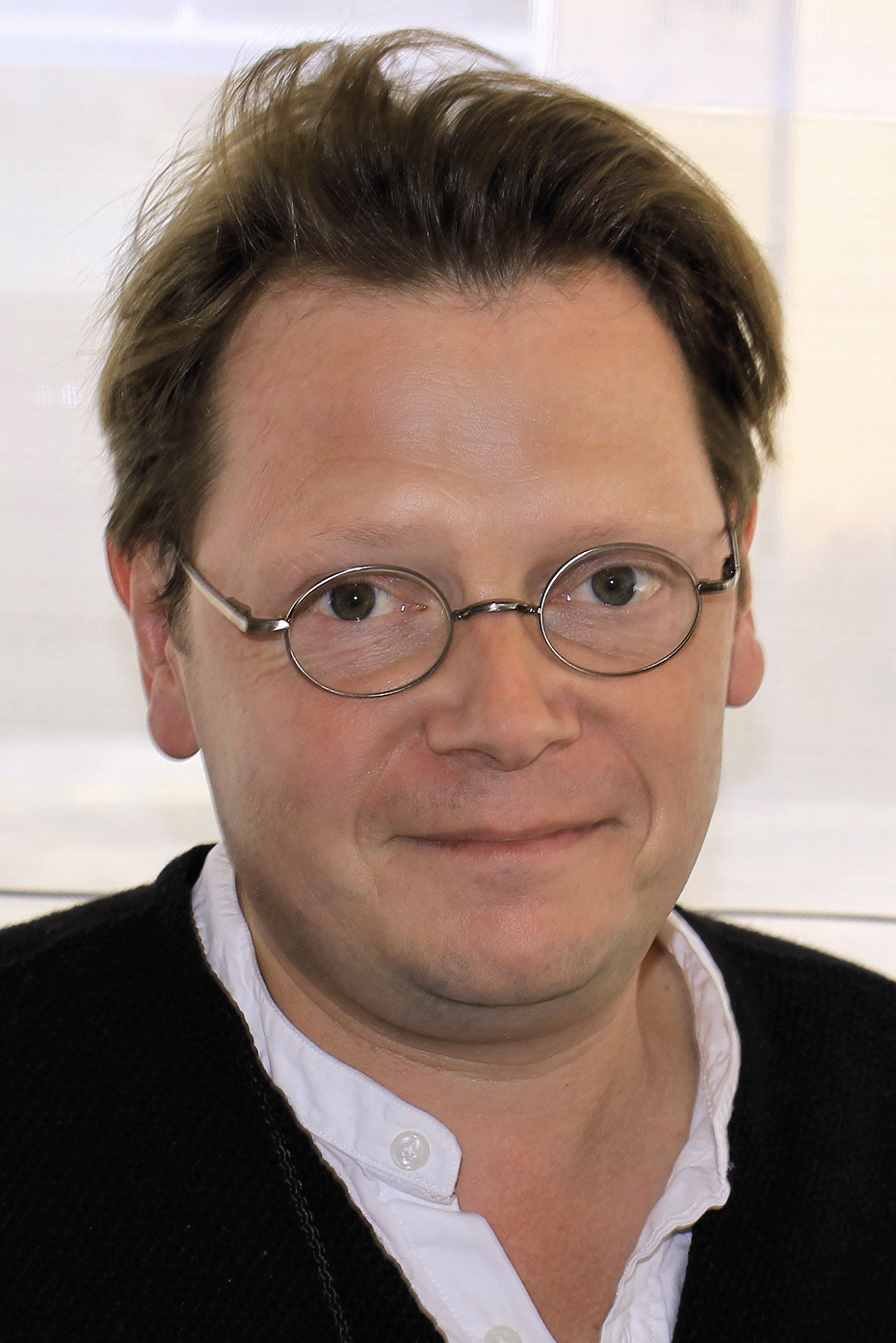
Edward Carey im Jahr 2015

Edward Carey (* April 1970 in North Walsham, Norfolk, England) ist ein britischer Schriftsteller, Dramatiker und Illustrator.

## Leben und Werk
Carey besuchte wie sein Vater und sein Großvater das Nautical College in Pangbourne, ging jedoch nicht zur Royal Navy. Stattdessen nahm er am National Youth Theatre teil und besuchte die University of Hull, wo er 1991 seinen Abschluss in Theaterwissenschaft machte.
Als junger Mann arbeitete Carey bei Madame Tussauds in London, was ihn zu seinem historischen Roman Das außergewöhnliche Leben eines Dienstmädchens namens Petite, besser bekannt als Madame Tussaud inspirierte.
Carey besuchte das International Writing Program der University of Iowa und lehrte am Iowa Writers’ Workshop. 2006 ließ er sich dauerhaft in den USA nieder, in Austin, wo er seither an der University of Texas lehrt. Er ist mit der Schriftstellerin Elizabeth McCracken verheiratet, sie haben zusammen zwei Kinder.
Neben seinen Romanen und Theaterstücken hat Carey mehrere Prosawerke für die Bühne adaptiert, darunter Patrick Süskinds Die Taube und Robert Coovers Pinocchio in Venedig. Zu seinen eigenen Theaterstücken zählen Sulking Thomas und Captain of the Birds.
Mehrere seiner Romane hat Carey mit eigenen Bleistiftzeichnungen illustriert. 2022 erschien sein erster Band nur mit Zeichnungen, Plagues and Pencils: A Year of Pandemic Sketches.

## Werke (Auswahl)
- Observatory Mansions. London 2000, ISBN 978-0-375-70923-4.
  - Das verlorene Observatorium, übersetzt von Jürgen Bürger, München 2002, ISBN 978-3-935890-11-3
- Alva & Irva: The Twins Who Saved a City. London 2003, ISBN 978-0-330-39605-9.
- Heap House. (The Iremonger Trilogy 1), London 2014, ISBN 978-1-4683-0953-9
  - Die dunklen Geheimnisse von Heap House, übersetzt von Herbert Günther, Ulli Günther, München 2022, ISBN 978-3-95728-555-3
- Foulsham. (The Iremonger Trilogy 2), London 2014, ISBN 978-1-4714-0160-2
  - Die schmutzigen Geheimnisse von Foulsham, übersetzt von Herbert Günther, Ulli Günther, München 2022, ISBN 978-3-95728-661-1
- Lungdon. (The Iremonger Trilogy 3), London 2015, ISBN 978-1-4714-0164-0
- Little, London 2018, ISBN 978-1-910709-56-6
  - Das außergewöhnliche Leben eines Dienstmädchens namens Petite, besser bekannt als Madame Tussaud, übersetzt von Cornelius Hartz, München 2019, ISBN 978-3-406-73949-1
- The Swallowed Man. London 2020, ISBN 978-1-913547-03-5
- Edith Holler. New York 2023, ISBN 978-0-593-18890-3
  - Edith Holler, übersetzt von Cornelius Hartz, München 2025, ISBN 978-3-406-82969-7

## Auszeichnungen
- 2019: Fellow der Guggenheim Foundation